# Jan Wojdak
Jan Wojdak (ur. 18 czerwca 1947 w Niepołomicach) – polski piosenkarz i kompozytor, najbardziej znany jako lider zespołu „Wawele”

## Życiorys
Jako młody chłopak śpiewał kilka lat w chórze chłopięcym Filharmonii Krakowskiej, a w szkole muzycznej uczył się grać na fortepianie i na gitarze. Był też założycielem formacji wokalno-instrumentalnych: „Duchy”, „Wawelskie Smoki” i „Górale”. Później z zespołem „Mini Max” występował w Starym Teatrze w Krakowie, odtwarzając muzykę Zygmunta Koniecznego w spektaklu Biesy Fiodora Dostojewskiego, w reżyserii Andrzeja Wajdy. Z zespołem „Wawele” rozpoczął współpracę w 1971. 
Od 1999 był dyrektorem Ogólnopolskiego Festiwalu Dzieci i Młodzieży „Tęczowe Piosenki Jana Wojdaka”.

## Odznaczenia
- Złoty Krzyż Zasługi (2002)[4]
- Srebrny Medal „Zasłużony Kulturze Gloria Artis” (2019)[5]
- Brązowy Medal „Zasłużony Kulturze Gloria Artis” (2005)[5]
- Odznaka „Honoris Gratia” (2008)[1]
- Order Uśmiechu za działalność koncertową kierowaną do dzieci - Tęczowe Piosenki (2002)[2]

## Nagrody
- Nagroda Ministra Kultury i Dziedzictwa Narodowego za działalność na rzecz polskiej kultury muzycznej[6]
- Nagroda ZAiKS-u za całokształt twórczości dla dzieci (2019)[7]